# Eugène van Herpen
Eugène van Herpen, detto Maurits Jacob Vles suo nome anagrafico fino al 1º giugno 1949, noto anche con lo pseudonimo di Frateco, (Zutphen, 28 giugno 1906 – Amsterdam, 2 marzo 1970), è stato un giornalista, scrittore e regista olandese.

## La famiglia
Maurits “Maurice” Jacob Vles nasce, 3º figlio - 1º maschio, da una famiglia ebraica, da Abraham Jacob Vles (* Zutphen, Gelderland, NL, 22.04.1862; † Amsterdam, Noord-Holland, NL, 26.10.1957), grossista di articoli da forno ed editore, e Betsy Warendorf (* Utrecht, Utrecht, NL, 07.07.1879; † Amsterdam, Noord-Holland, NL, 04.09.1941), sepolta nel Cimitero-Memoriale Ebraico di Muiderberg (Gooise Meren, Noord-Holland, NL) il 07.09.1941.
Si sposò 2 volte:

1) il 03.12.1931 ad Amsterdam con Bertie Klein (* Amersfoort, Utrecht, NL, 28.03.1914; † Sobibór, Gmina Włodawa, Lublin, Polonia, 23.07.1943), da cui ebbe:
- Lodewijk van Herpen (* Amsterdam, Noord-Holland, NL, 28.03.1933; † Utrecht, Utrecht, NL, 07.08.2001);
- Donald van Herpen (* Amsterdam, Noord-Holland, NL, 26.10.1935; † Vinkeveen, De Ronde Venen, Utrecht, NL, 23.11.1986);

e da cui divorziò il 22.01.1940 e lei si risposò il 12.08.1942 ad Amsterdam con Chaim Leizer Rinsky (* Borgerhout, Antwerpen, Vlaanderen, Belgio, 03.02.1908; † Sobibór, Gmina Włodawa, Lublin, Polonia, 23.07.1943), insegnante di religione israelita.

Bertie ed il secondo marito Chaim Leizer furono arrestasti il 17.11.1942 ad Amsterdam e deportati dai nazisti prima nel Campo di Transito di Westerbork (Midden-Drenthe, Drenthe, NL), per poi essere trasferiti (con uno dei 19 convogli ferroviari partiti tra Marzo e Luglio 1943) definitivamente il 20.07.1943 nel Campo di Sterminio di Sobibór (Gmina Włodawa, Lublin, Polonia), assieme ad altre 2.128 ebrei trasportati quello stesso giorno col lo stesso convoglio, dove furono uccisi lo stesso giorno d’arrivo (23.07.1943), Campo che ebbe circa 250.000 uccisi totali tra cui 34.313 ebrei nederlandesi arrivati con i suddetti 19 treni.

2) il 09.09.1945 con Esther “Ellis” Vegt (* Zwolle, Overijssel, NL, 09.04.1925; † Amsterdam, Noord-Holland, NL, 31.05.2003), imprenditrice, da cui ebbe:
- Eugène van Herpen (* Amsterdam, Noord-Holland, NL, 31.05.1945; † Ouderkerk aan de Amstel, Ouder-Amstel, Noord-Holland, NL, 03.03.2005);
- Théa Claire van Herpen (vivente).

Il 01.06.1949 Maurits Jacob Vles cambiò ufficialmente all’anagrafe il suo nome assumendo quello di Eugène van Herpen, che era uno dei suoi pseudonimi.
Altro pseudonimo utilizzato fu: Frateco (“Fratellanza” in Lingua Esperanto).

## Attività letteraria
Maurits Jacob Vles / Eugène van Herpen, giornalista, fu Fondatore e Direttore dell’Agenzia Pubblicitaria “NPP”, Vicedirettore del settimanale De Groene Amsterdammer e Direttore di una Casa Editrice. Scrittore e nell’ultimo ventennio di vita, regista.
Nel 1928, per l’editore Nederlandsche Uitgevers-Maatschap di Amsterdam, cura la traduzione Tedesco-Nederlandese della 1ª Edizione del monumentale libro Metropolis, manoscritto da Théa von Harbou, moglie di Fritz Lang, con 7 tavole raffiguranti 7 fotogrammi dell’omonimo film.
Metropolis è un romanzo di fantascienza del 1925 di Thea von Harbou, ambientato in una città tecnologicamente avanzata; la storia è quella di classi contrapposte che lottano per coesistere, la classe sfruttata che vive sottoterra, meglio vive la classe dominante sulla superficie del mondo. Questo romanzo era basato sulla sceneggiatura per il film scritta dalla stessa Théa von Harbou e Fritz Lang, una collaborazione tra la coppia sposata che sarebbe stata rilasciata nel 1927. La coppia scrisse la sceneggiatura insieme, poi Théa von Harbou scrisse e pubblicò il romanzo con l’unico scopo di essere trasformato in un film. La produzione del film iniziò prima che il libro fosse pubblicato. Il film, un esempio di film espressionista tedesco, era una produzione pionieristica, ed è stato uno dei primi film di fantascienza ed è considerato uno dei più grandi e influenti film mai realizzati. Le riprese richiesero 17 mesi per essere completate e costarono più di 5 milioni di Reichsmark, circa 18 milioni di Sterline di oggi.
Nel 1929 pubblicò il romanzo, con una introduzione di Karel Johan Lodewijk Alberdingk Thijm, meglio conosciuto con lo pseudonimo di Lodewijk van Deyssel:
- Maurits J. Vles, “Hartsgeheimen” (ossia: “Segreti del cuore”), 1ª Edizione, Nederlandsche Uitgevers-Maatschap, Amsterdam (NL), 1929.

Nel 1930 pubblicò il romanzo:
- Eugène van Herpen, “Droomwereld” (ossia “Mondo dei sogni”), 1ª Edizione, Nederlandsche Keurboekerij, Amsterdam (NL), 1930.

Nel 1931 pubblicò il romanzo:
- Eugène van Herpen, “Peterken”, Collana “Klein Juweeltjes” (ossia: “Piccoli Gioielli”), 1ª Edizione, Nederlandsche Keurboekerij, Amsterdam (NL), 1931.

Nel 1933 pubblicò la sua opera più conosciuta, pubblicata con lo pseudonimo “Frateco”, apparsa prima nei Paesi Bassi in nederlandese, e poi, con cambio del titolo, in Francia in francese, una cronaca satirica su Adolf Hitler, forse la prima dopo la sua presa del potere:
- Frateco, “Don Quichote van München. Naar het onuitgegeven duitsche Manuscript vertaald door W.H. De Buisonjé” (ossia: “Don Chisciotte di Monaco. Tradotto dal manoscritto tedesco inedito da Willem Hendrik de Buisonjé” §), 1ª Edizione, Nederlandsche Keurboekerij, Amsterdam (NL), 1933
- Frateco, “M. Hitler, dictateur. Traduit de l’allemand sur le manuscrit inédit” (ossia: “Signor Hitler, dittatore. Traduzione dal tedesco su un manoscritto inedito”), 1ª Edizione, L’Eglantine, Paris (F) - Bruxelles (B), 1933

(§) Interessante è la strana biografia di Willem Hendrik de Buisonjé (* 1878; † 1952): editore, vicedirettore di una casa editrice, faccendiere economico-finanziario, consigliere comunale, parlamentare, arrestato per appropriazione indebita, condannato, incarcerato e poi liberato...
Nel Maggio 1940 i Paesi Bassi furono occupati dalle truppe tedesche.
Fu il secondo nederlandese ad essere arrestato nel 1940 dalla Geheime Staatspolizei (GeStaPo) (Polizia Segreta dello Stato) nazista, lui accusato per il libro “Don Quichote van München”; fu incarcerato a Colonia, dove venne torturato ed alla fine rilasciato.
Il 07.01.1941 l’Associazione Cinematografica Olandese decise che gli ebrei non avrebbero più avuto accesso ai cinema; questa misura fu annunciata sui giornali il 12.01.1941.
Il 10.01.1941 fu imposta la registrazione dei residenti ebrei con il Regolamento n° 6/1941 del Commissario del Reich per i Territori Occupati dei Paesi Bassi Arthur Seyß-Inquart: si dava obbligo a tutti i residenti ebrei dei Paesi Bassi di registrarsi presso il “Registro della Popolazione”, che costava 1 Fiorino; chiunque si rifiutasse rischiava una pena detentiva fino a 5 anni, pur essendo tutte informazioni già in possesso alle anagrafi comunali.
Dal 01.09.1941 i bambini ebrei dovevano frequentare scuole separate e non potevano più frequentare le scuole pubbliche; ad Amsterdam ciò si applicò dal 01.10.1941.
Il 03.05.1942 fu imposto obbligatoriamente a tutti gli ebrei di oltre 6 anni d’età di apporsi visibilmente sull’altezza del petto sinistro la Stella di David gialla, che veniva distribuita dal Consiglio Giudaico di Amsterdam e costava 4 centesimi di Fiorino l’una.
Entrò in clandestinità, ma venne tradito ed imprigionato nel Campo di Transito di Westerbork (Paesi Bassi), per essere poi trasferito nel Campo di Sterminio di Sobibór (Polonia), ma, grazie a un piano intelligente ed a una buona dose di fortuna, l’11.05.1943 riescì a fuggire... salvandosi.
Nel 1944 pubblicò la trilogia “Via Dolorosa. Trilogie”, definita un’epica della resistenza nederlandese, la “Via Dolorosa” che questo libro descrive è il cammino della sofferenza percorso dal popolo nederlandese durante i lunghi anni di oppressione nazista, che ha tentato di schiacciare lo spirito umano con il peso della sua tirannia organizzata.
Eugène van Herpen ha lasciato il suo eroe e la sua eroina senza nome (“l’uomo” e “la ragazza”, che poi sono egli stesso e sua moglie) affinché rappresentassero gli innumerevoli uomini e donne che avevano conosciuto la stessa angoscia nella Seconda Guerra Mondiale.
L’implacabile fedeltà ai fatti unita alla libertà dell’autore dal sentimentalismo e dalla sensazione, e la sua intuizione di profonda compassione, rendono la lettura di questo libro un’esperienza ricca e commovente.
1. Eugène van Herpen, “Boek zonder Titel” (ossia: “Libro senza Titolo”), Volume 1 della trilogia “Via Dolorosa”, 1ª Edizione, Ad.M.C. Stok - Zuid-Hollandsche Uitgevers Maatschappij, Den Haag (NL), 1944.
2. Eugène van Herpen, “De Duisternis der Naamloozen” (ossia: “L’Oscurità dei Senzanome”), Volume 2 della trilogia “Via Dolorosa”, 1ª Edizione, Ad.M.C. Stok - Zuid-Hollandsche Uitgevers Maatschappij, Den Haag (NL), 1944.
3. Eugène van Herpen, “Het Licht der Wederopstanding” (ossia: “La Luce della Resurrezione”), Volume 3 della trilogia “Via Dolorosa”, 1ª Edizione, Ad.M.C. Stok - Zuid-Hollandsche Uitgevers Maatschappij, Den Haag (NL), 1944.

## Attività cinematografica
All’inizio degli anni ‘60 cominciò a coltivare l’hobby del cinema con una passione giovanile.
Da operatore, a sceneggiatore, a regista a qualsiasi funzione e/o mansione di troupe; era disposto a prendersi cura di una serie di attività periferiche legate a questo hobby nel senso più letterale e figurato.
Insieme alla moglie “Ellis” svolse numerose attività che contribuirono al grande successo del NOVA-Filmfestival dell’Union Internationale du Cinéma d’Amateur (UNICA) del 16/23.08.1964 ad Amsterdam, organizzato dal Nederlandse Organisatie van Amateur-filmclubs (NOVA), dove il suo film “Chronos” fu premiato con una Coppa (1º Premio della Categoria “Sperimentale e astratto”) del London International Amateur Film Festival da Herbert Wicks, Segretario della English Amateur Filmmakers.
Produsse molti altri suoi lavori cinematografici, tra cui:
- documentario su Amsterdam;
- documentario su Frans Hals;
- film “De Buitenstaander” (“L’Estraneo”);
- film “Het Geweten” (“La Coscienza”);
- film “Na Twintig Jaar” (“Dopo Venti Anni”).

in vita non furono molto apprezzati, poi pluripremiati.

## Opere
Un breve ed incompleta bibliografia dei suoi scritti:
- Maurits J. Vles, “Hartsgeheimen” (ossia: “Segreti del cuore”), 1ª Edizione, Nederlandsche Uitgevers-Maatschap, Amsterdam (NL), 1929.
- Eugène van Herpen, “Droomwereld” (ossia “Mondo dei sogni”), 1ª Edizione, Nederlandsche Keurboekerij, Amsterdam (NL), 1930.
- Eugène van Herpen, “Peterken”, Collana “Klein Juweeltjes” (ossia: “Piccoli Gioielli”), 1ª Edizione, Nederlandsche Keurboekerij, Amsterdam (NL), 1931.
- Frateco, “Don Quichote van München. Naar het onuitgegeven duitsche Manuscript vertaald door W.H. De Buisonjé” (ossia: “Don Chisciotte di Monaco. Tradotto dal manoscritto tedesco inedito da Willem Hendrik de Buisonjé”), 1ª Edizione, Nederlandsche Keurboekerij, Amsterdam (NL), 1933.
- Frateco, “M. Hitler, dictateur. Traduit de l’allemand sur le manuscrit inédit” (ossia: “Signor Hitler, dittatore. Traduzione dal tedesco su un manoscritto inedito”), 1ª Edizione, L’Eglantine, Paris (F) - Bruxelles (B), 1933.
- Eugène van Herpen, “Boek zonder Titel” (ossia: “Libro senza Titolo”), Volume 1 della trilogia “Via Dolorosa”, 1ª Edizione, Ad.M.C. Stok - Zuid-Hollandsche Uitgevers Maatschappij, Den Haag (NL), 1944.
- Eugène van Herpen, “De Duisternis der Naamloozen” (ossia: “L’Oscurità dei Senzanome”), Volume 2 della trilogia “Via Dolorosa”, 1ª Edizione, Ad.M.C. Stok - Zuid-Hollandsche Uitgevers Maatschappij, Den Haag (NL), 1944.
- Eugène van Herpen, “Het Licht der Wederopstanding” (ossia: “La Luce della Resurrezione”), Volume 3 della trilogia “Via Dolorosa”, 1ª Edizione, Ad.M.C. Stok - Zuid-Hollandsche Uitgevers Maatschappij, Den Haag (NL), 1944.